# アスコルドの墓

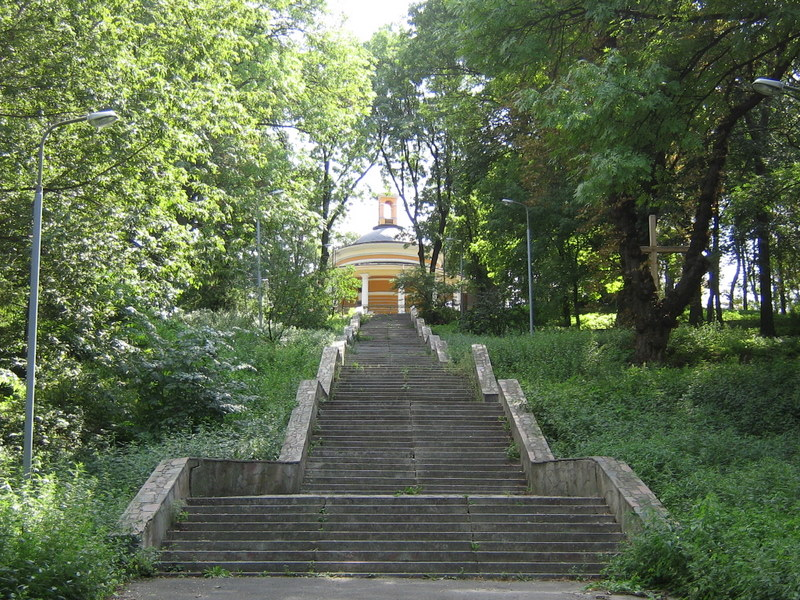
アスコルドの墓の公園

アスコルドの墓（アスコルドのはか、ウクライナ語:Аскольдова могила）はウクライナの首都キエフ、ペチェールシク地区、ドニプロ川右側の斜面に位置する地域。また、同名の公園。9世紀のアスコルドというキエフの君主が葬られたことにちなんで呼ばれている。6世紀、マジャル人の民族移動がその地域を通して行われていたため、昔から「ハンガリー人の地帯」（ウクライナ語：Угорське урочище、ウゴールシケ・ウローチシュチェ）とも呼ばれている。

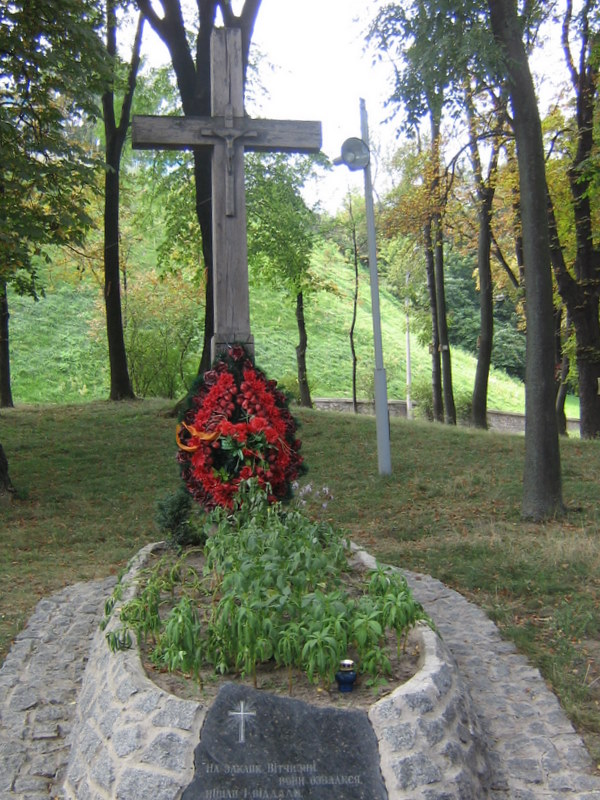
クルーティの戦いで戦死した青年を祭る記念十字架。

10世紀、その地域ではキリスト教の聖ムィコラーイ教会が建立された。15世紀以降、その地域はムィクィールシクィイ砂漠修道院の領土となり、キエフの周辺の墓地として利用されてきた。1934年、ソビエト連邦はアスコルドの墓にあった数百年の歴史を持つ墓地は公園に変え、教会内でレストランを開かせた。1941年、ドイツの支配下のころに墓地と教会は元に戻されたが、戦後は再び公園が設けられた。
現在、聖ムィコラーイ教会は復元されているが、墓地の代わりに大きな公園が存在する。公園中にはウクライナ史に関するいくつかの記念碑が設置されている。
　